# SEAL Team 8: Behind Enemy Lines
SEAL Team 8: Behind Enemy Lines is een Amerikaanse oorlogsfilm uit 2014, geregisseerd door Roel Reiné en met in de hoofdrol Tom Sizemore. Het is het vierde deel in de Behind Enemy Lines-filmserie.

## Verhaal
Een team van US Navy SEALs onder leiding van commandant Ricks is betrokken bij een ongeautoriseerde, risicovolle missie in Centraal-Afrika.

## Rolverdeling
| Acteur           | Personage        |
| ---------------- | ---------------- |
| Tom Sizemore     | Ricks            |
| Lex Shrapnel     | Case             |
| Anthony Oseyemi  | Jay              |
| Michael Everson  | Bubba            |
| Darron Meyer     | Vic              |
| Aurélie Meriel   | Zoe Jelani       |
| Colin Moss       | Dan              |
| Langley Kirkwood | Luitenant Parker |
| Warrick Grier    | Pat              |
| Tanya van Graan  | Collins          |

## Productie
De film speelt zich af in Congo en is opgenomen in Zuid-Afrika. De film werd op 1 april 2014 uitgebracht als direct-naar-video-film.